# Tour des Alpes 2025
Pour un article plus général, voir Tour des Alpes.
La 48e édition du Tour des Alpes (nom officiel : Tour of the Alps 2025) a lieu du 21 au 25 avril 2025, en Italie et en Autriche sur cinq étapes et un parcours d'un total de 739 km. La course fait partie du calendrier UCI ProSeries 2025 en catégorie 2.Pro et fut remportée par l'Australien Michael Storer de l'équipe Tudor. 

## Équipes
| WorldTeams (8)- Team Picnic-PostNL - EF Education-EasyPost - Decathlon AG2R La Mondiale Team - Team Jayco AlUla - Bahrain-Victorious - Ineos Grenadiers - Red Bull-BORA-hansgrohe - Lidl-Trek ProTeams (5)- Team Polti VisitMalta - VF Group-Bardiani CSF-Faizanè - Tudor Pro Cycling Team - Israel-Premier Tech - Solution Tech-Vini Fantini Équipes continentales (2)- JCL Team Ukyo - Team Vorarlberg Équipe nationale- Autriche |
| |

## Étapes
Le parcours est dévoilé le 21 novembre 2024 à Riva del Garda. La deuxième étape longue de 178 kilomètres avec 3 750 mètres de dénivelé positif à grimper entre Mezzolombardo et Sterzing/Vipiteno-Racines est l'étape reine marquée par de nombreuses ascensions, dont le Petersberg/Monte San Pietro et deux tours d’un circuit exigeant à Sterzing/Vipiteno incluant l’ascension d’Obertelfes/Telves di Sopra. Les quatre autres étapes comptent aussi des dénivelés importants et de nombreux cols.
| Étape     | Date    | Villes étapes                             | type                      | Distance (km) | Dénivelé (m) | Vainqueur d'étape | Leader du classement général |
| --------- | ------- | ----------------------------------------- | ------------------------- | ------------- | ------------ | ----------------- | ---------------------------- |
| 1re étape | 21 avr. | San Lorenzo Dorsino – San Lorenzo Dorsino | étape de moyenne montagne | 143           | 2 600 m      | Giulio Ciccone    | Giulio Ciccone               |
| 2e étape  | 22 avr. | Mezzolombardo – Vipiteno                  | étape de montagne         | 178           | 3 750 m      | Michael Storer    | Michael Storer               |
| 3e étape  | 23 avr. | Vipiteno – San Candido                    | étape de montagne         | 145           | 2 750 m      | Marco Frigo       | Michael Storer               |
| 4e étape  | 24 avr. | Sillian – Obertilliach                    | étape de montagne         | 160           | 3 200 m      | Thymen Arensman   | Thymen Arensman              |
| 5e étape  | 25 avr. | Lienz – Lienz                             | étape de montagne         | 113           | 2 400 m      |                   |                              |

## Déroulement de la course

### 1reétape
| \| Classement de l'étape \| Classement de l'étape \| Classement de l'étape \| Classement de l'étape \| Classement de l'étape \| \| Coureur \| Coureur \| Pays \| Équipe \| Temps \| \| --------------------- \| --------------------- \| --------------------- \| -------------------------- \| --------------------- \| \| 1er \| Giulio Ciccone \| Italie \| Lidl-Trek \| \| \| 2e \| Felix Gall \| Autriche \| Decathlon-AG2R La Mondiale \| \| \| 3e \| Paul Seixas \| France \| Decathlon-AG2R La Mondiale \| \| \| 4e \| Romain Bardet \| France \| Team Picnic-PostNL \| \| \| 5e \| Florian Stork \| Allemagne \| Tudor Pro Cycling Team \| \| \| 6e \| Jai Hindley \| Australie \| Red Bull-Bora-Hansgrohe \| \| \| 7e \| Michael Storer \| Australie \| Tudor Pro Cycling Team \| \| \| 8e \| Max Poole \| Royaume-Uni \| Team Picnic-PostNL \| \| |                |             |                            |       |
| |                |             |                            |       |
| |                |             |                            |       |
| Classement de l'étape |                |             |                            |       |
| Coureur | Coureur        | Pays        | Équipe                     | Temps |
| 1er | Giulio Ciccone | Italie      | Lidl-Trek                  |       |
| 2e | Felix Gall     | Autriche    | Decathlon-AG2R La Mondiale |       |
| 3e | Paul Seixas    | France      | Decathlon-AG2R La Mondiale |       |
| 4e | Romain Bardet  | France      | Team Picnic-PostNL         |       |
| 5e | Florian Stork  | Allemagne   | Tudor Pro Cycling Team     |       |
| 6e | Jai Hindley    | Australie   | Red Bull-Bora-Hansgrohe    |       |
| 7e | Michael Storer | Australie   | Tudor Pro Cycling Team     |       |
| 8e | Max Poole      | Royaume-Uni | Team Picnic-PostNL         |       |

| \| Classement général \| Classement général \| Classement général \| Classement général \| Classement général \| \| Coureur \| Coureur \| Pays \| Équipe \| Temps \| \| ------------------ \| ------------------ \| ------------------ \| -------------------------- \| ------------------ \| \| 1er \| Giulio Ciccone \| Italie \| Lidl-Trek \| \| \| 2e \| Felix Gall \| Autriche \| Decathlon-AG2R La Mondiale \| \| \| 3e \| Paul Seixas \| France \| Decathlon-AG2R La Mondiale \| \| \| 4e \| Romain Bardet \| France \| Team Picnic-PostNL \| \| \| 5e \| Florian Stork \| Allemagne \| Tudor Pro Cycling Team \| \| \| 6e \| Jai Hindley \| Australie \| Red Bull-Bora-Hansgrohe \| \| \| 7e \| Michael Storer \| Australie \| Tudor Pro Cycling Team \| \| \| 8e \| Max Poole \| Royaume-Uni \| Team Picnic-PostNL \| \| |                |             |                            |       |
| |                |             |                            |       |
| |                |             |                            |       |
| Classement général |                |             |                            |       |
| Coureur | Coureur        | Pays        | Équipe                     | Temps |
| 1er | Giulio Ciccone | Italie      | Lidl-Trek                  |       |
| 2e | Felix Gall     | Autriche    | Decathlon-AG2R La Mondiale |       |
| 3e | Paul Seixas    | France      | Decathlon-AG2R La Mondiale |       |
| 4e | Romain Bardet  | France      | Team Picnic-PostNL         |       |
| 5e | Florian Stork  | Allemagne   | Tudor Pro Cycling Team     |       |
| 6e | Jai Hindley    | Australie   | Red Bull-Bora-Hansgrohe    |       |
| 7e | Michael Storer | Australie   | Tudor Pro Cycling Team     |       |
| 8e | Max Poole      | Royaume-Uni | Team Picnic-PostNL         |       |

### 2eétape
| \| Classement de l'étape \| Classement de l'étape \| Classement de l'étape \| Classement de l'étape \| Classement de l'étape \| \| Coureur \| Coureur \| Pays \| Équipe \| Temps \| \| --------------------- \| --------------------- \| --------------------- \| -------------------------- \| --------------------- \| \| 1er \| Michael Storer \| Australie \| Tudor Pro Cycling Team \| \| \| 2e \| Paul Seixas \| France \| Decathlon-AG2R La Mondiale \| + 41 s \| \| 3e \| Romain Bardet \| France \| Team Picnic-PostNL \| + \| \| 4e \| Davide Piganzoli \| Italie \| Team Polti VisitMalta \| + \| \| 5e \| Giulio Ciccone \| Italie \| Lidl-Trek \| + \| \| 6e \| Jai Hindley \| Australie \| Red Bull-Bora-Hansgrohe \| + \| \| 7e \| Felix Gall \| Autriche \| Decathlon-AG2R La Mondiale \| + \| \| 8e \| Damiano Caruso \| Italie \| Bahrain Victorious \| + \| |                  |           |                            |        |
| |                  |           |                            |        |
| |                  |           |                            |        |
| Classement de l'étape |                  |           |                            |        |
| Coureur | Coureur          | Pays      | Équipe                     | Temps  |
| 1er | Michael Storer   | Australie | Tudor Pro Cycling Team     |        |
| 2e | Paul Seixas      | France    | Decathlon-AG2R La Mondiale | + 41 s |
| 3e | Romain Bardet    | France    | Team Picnic-PostNL         | +      |
| 4e | Davide Piganzoli | Italie    | Team Polti VisitMalta      | +      |
| 5e | Giulio Ciccone   | Italie    | Lidl-Trek                  | +      |
| 6e | Jai Hindley      | Australie | Red Bull-Bora-Hansgrohe    | +      |
| 7e | Felix Gall       | Autriche  | Decathlon-AG2R La Mondiale | +      |
| 8e | Damiano Caruso   | Italie    | Bahrain Victorious         | +      |

| \| Classement général \| Classement général \| Classement général \| Classement général \| Classement général \| \| Coureur \| Coureur \| Pays \| Équipe \| Temps \| \| ------------------ \| ------------------ \| ------------------ \| -------------------------- \| ------------------ \| \| 1er \| Michael Storer \| Australie \| Tudor Pro Cycling Team \| \| \| 2e \| Paul Seixas \| France \| Decathlon-AG2R La Mondiale \| + 41 s \| \| 3e \| Giulio Ciccone \| Italie \| Lidl-Trek \| + 41 s \| \| 4e \| Felix Gall \| Autriche \| Decathlon-AG2R La Mondiale \| + 45 s \| \| 5e \| Romain Bardet \| France \| Team Picnic-PostNL \| + 47 s \| \| 6e \| Jai Hindley \| Australie \| Red Bull-Bora-Hansgrohe \| + 51 s \| \| 7e \| Max Poole \| Royaume-Uni \| Team Picnic-PostNL \| + 53 s \| |                |             |                            |        |
| |                |             |                            |        |
| |                |             |                            |        |
| Classement général |                |             |                            |        |
| Coureur | Coureur        | Pays        | Équipe                     | Temps  |
| 1er | Michael Storer | Australie   | Tudor Pro Cycling Team     |        |
| 2e | Paul Seixas    | France      | Decathlon-AG2R La Mondiale | + 41 s |
| 3e | Giulio Ciccone | Italie      | Lidl-Trek                  | + 41 s |
| 4e | Felix Gall     | Autriche    | Decathlon-AG2R La Mondiale | + 45 s |
| 5e | Romain Bardet  | France      | Team Picnic-PostNL         | + 47 s |
| 6e | Jai Hindley    | Australie   | Red Bull-Bora-Hansgrohe    | + 51 s |
| 7e | Max Poole      | Royaume-Uni | Team Picnic-PostNL         | + 53 s |

### 3eétape
| \| Classement de l'étape \| Classement de l'étape \| Classement de l'étape \| Classement de l'étape \| Classement de l'étape \| \| Coureur \| Coureur \| Pays \| Équipe \| Temps \| \| --------------------- \| --------------------- \| --------------------- \| -------------------------- \| --------------------- \| \| 1er \| Marco Frigo \| Italie \| Israel-Premier Tech \| \| \| 2e \| Jai Hindley \| Australie \| Red Bull-Bora-Hansgrohe \| + 19 s \| \| 3e \| Derek Gee \| Canada \| Israel-Premier Tech \| + \| \| 4e \| Giulio Ciccone \| Italie \| Lidl-Trek \| + \| \| 5e \| Max Poole \| Royaume-Uni \| Team Picnic-PostNL \| + \| \| 6e \| Paul Seixas \| France \| Decathlon-AG2R La Mondiale \| + \| \| 7e \| Damiano Caruso \| Italie \| Bahrain Victorious \| + \| \| 8e \| Michael Storer \| Australie \| Tudor Pro Cycling Team \| + \| |                |             |                            |        |
| |                |             |                            |        |
| |                |             |                            |        |
| Classement de l'étape |                |             |                            |        |
| Coureur | Coureur        | Pays        | Équipe                     | Temps  |
| 1er | Marco Frigo    | Italie      | Israel-Premier Tech        |        |
| 2e | Jai Hindley    | Australie   | Red Bull-Bora-Hansgrohe    | + 19 s |
| 3e | Derek Gee      | Canada      | Israel-Premier Tech        | +      |
| 4e | Giulio Ciccone | Italie      | Lidl-Trek                  | +      |
| 5e | Max Poole      | Royaume-Uni | Team Picnic-PostNL         | +      |
| 6e | Paul Seixas    | France      | Decathlon-AG2R La Mondiale | +      |
| 7e | Damiano Caruso | Italie      | Bahrain Victorious         | +      |
| 8e | Michael Storer | Australie   | Tudor Pro Cycling Team     | +      |

| \| Classement général \| Classement général \| Classement général \| Classement général \| Classement général \| \| Coureur \| Coureur \| Pays \| Équipe \| Temps \| \| ------------------ \| ------------------ \| ------------------ \| -------------------------- \| ------------------ \| \| 1er \| Michael Storer \| Australie \| Tudor Pro Cycling Team \| \| \| 2e \| Giulio Ciccone \| Italie \| Lidl-Trek \| + 41 s \| \| 3e \| Paul Seixas \| France \| Decathlon-AG2R La Mondiale \| + 41 s \| \| 4e \| Jai Hindley \| Australie \| Red Bull-Bora-Hansgrohe \| + 45 s \| \| 5e \| Felix Gall \| Autriche \| Decathlon-AG2R La Mondiale \| + 45 s \| \| 6e \| Romain Bardet \| France \| Team Picnic-PostNL \| + 47 s \| \| 7e \| Max Poole \| Royaume-Uni \| Team Picnic-PostNL \| + 53 s \| |                |             |                            |        |
| |                |             |                            |        |
| |                |             |                            |        |
| Classement général |                |             |                            |        |
| Coureur | Coureur        | Pays        | Équipe                     | Temps  |
| 1er | Michael Storer | Australie   | Tudor Pro Cycling Team     |        |
| 2e | Giulio Ciccone | Italie      | Lidl-Trek                  | + 41 s |
| 3e | Paul Seixas    | France      | Decathlon-AG2R La Mondiale | + 41 s |
| 4e | Jai Hindley    | Australie   | Red Bull-Bora-Hansgrohe    | + 45 s |
| 5e | Felix Gall     | Autriche    | Decathlon-AG2R La Mondiale | + 45 s |
| 6e | Romain Bardet  | France      | Team Picnic-PostNL         | + 47 s |
| 7e | Max Poole      | Royaume-Uni | Team Picnic-PostNL         | + 53 s |

### 4eétape
| \| Classement de l'étape \| Classement de l'étape \| Classement de l'étape \| Classement de l'étape \| Classement de l'étape \| \| Coureur \| Coureur \| Pays \| Équipe \| Temps \| \| --------------------- \| --------------------- \| --------------------- \| ---------------------- \| --------------------- \| \| 1er \| Thymen Arensman \| Pays-Bas \| Ineos Grenadiers \| \| \| 2e \| Derek Gee \| Canada \| Israel-Premier Tech \| \| \| 3e \| Michael Storer \| Australie \| Tudor Pro Cycling Team \| \| |                 |           |                        |       |
| |                 |           |                        |       |
| |                 |           |                        |       |
| Classement de l'étape |                 |           |                        |       |
| Coureur | Coureur         | Pays      | Équipe                 | Temps |
| 1er | Thymen Arensman | Pays-Bas  | Ineos Grenadiers       |       |
| 2e | Derek Gee       | Canada    | Israel-Premier Tech    |       |
| 3e | Michael Storer  | Australie | Tudor Pro Cycling Team |       |

| \| Classement général \| Classement général \| Classement général \| Classement général \| Classement général \| \| Coureur \| Coureur \| Pays \| Équipe \| Temps \| \| ------------------ \| ------------------ \| ------------------ \| ---------------------- \| ------------------ \| \| 1er \| Thymen Arensman \| Pays-Bas \| Ineos Grenadiers \| \| \| 2e \| Michael Storer \| Australie \| Tudor Pro Cycling Team \| + 11 s \| |                 |           |                        |        |
| |                 |           |                        |        |
| |                 |           |                        |        |
| Classement général |                 |           |                        |        |
| Coureur | Coureur         | Pays      | Équipe                 | Temps  |
| 1er | Thymen Arensman | Pays-Bas  | Ineos Grenadiers       |        |
| 2e | Michael Storer  | Australie | Tudor Pro Cycling Team | + 11 s |

### 5eétape
| \| Classement de l'étape \| Classement de l'étape \| Classement de l'étape \| Classement de l'étape \| Classement de l'étape \| \| Coureur \| Coureur \| Pays \| Équipe \| Temps \| \| --------------------- \| --------------------- \| --------------------- \| --------------------- \| --------------------- \| |         |      |        |       |
| |         |      |        |       |
| |         |      |        |       |
| Classement de l'étape |         |      |        |       |
| Coureur | Coureur | Pays | Équipe | Temps |

## Classements finals

### Classement général final
| \| Classement général \| Classement général \| Classement général \| Classement général \| Classement général \| \| Coureur \| Coureur \| Pays \| Équipe \| Temps \| \| ------------------ \| ------------------ \| ------------------ \| ------------------ \| ------------------ \| |         |      |        |       |
| |         |      |        |       |
| |         |      |        |       |
| Classement général |         |      |        |       |
| Coureur | Coureur | Pays | Équipe | Temps |

### Classements annexes
| Classement du meilleur jeune | Classement du meilleur jeune | Classement du meilleur jeune | Classement du meilleur jeune | Classement du meilleur jeune |
| Coureur                      | Coureur                      | Pays                         | Équipe                       | Temps                        |
| ---------------------------- | ---------------------------- | ---------------------------- | ---------------------------- | ---------------------------- |

| Classement du meilleur jeune | Classement du meilleur jeune | Classement du meilleur jeune | Classement du meilleur jeune | Classement du meilleur jeune |
| Coureur                      | Coureur                      | Pays                         | Équipe                       | Temps                        |
| ---------------------------- | ---------------------------- | ---------------------------- | ---------------------------- | ---------------------------- |

| Classement de la montagne | Classement de la montagne | Classement de la montagne | Classement de la montagne | Classement de la montagne |
| Coureur                   | Coureur                   | Pays                      | Équipe                    | Points                    |
| ------------------------- | ------------------------- | ------------------------- | ------------------------- | ------------------------- |

| Classement de la montagne | Classement de la montagne | Classement de la montagne | Classement de la montagne | Classement de la montagne |
| Coureur                   | Coureur                   | Pays                      | Équipe                    | Points                    |
| ------------------------- | ------------------------- | ------------------------- | ------------------------- | ------------------------- |

| Classement par points | Classement par points | Classement par points | Classement par points | Classement par points |
| Coureur               | Coureur               | Pays                  | Équipe                | Points                |
| --------------------- | --------------------- | --------------------- | --------------------- | --------------------- |

| Classement par points | Classement par points | Classement par points | Classement par points | Classement par points |
| Coureur               | Coureur               | Pays                  | Équipe                | Points                |
| --------------------- | --------------------- | --------------------- | --------------------- | --------------------- |

| Classement par équipes | Classement par équipes | Classement par équipes | Classement par équipes |
| Équipe                 | Équipe                 | Pays                   | Temps                  |
| ---------------------- | ---------------------- | ---------------------- | ---------------------- |

| Classement par équipes | Classement par équipes | Classement par équipes | Classement par équipes |
| Équipe                 | Équipe                 | Pays                   | Temps                  |
| ---------------------- | ---------------------- | ---------------------- | ---------------------- |

### Classement UCI
La course attribue des points aux coureurs pour le Classement mondial UCI 2025 selon le barème suivant :
| Position           | 1er | 2e  | 3e  | 4e  | 5e | 6e | 7e | 8e | 9e | 10e | 11e | 12e | 13e | 14e | 15e | 16e à 30e | 31e à 40e |
| Classement général | 200 | 150 | 125 | 100 | 85 | 70 | 60 | 50 | 40 | 35  | 30  | 25  | 20  | 15  | 10  | 5         | 3         |
| Par étape          | 20  | 10  | 5   |     |    |    |    |    |    |     |     |     |     |     |     |           |           |
| Leader, par étape  | 5   |     |     |     |    |    |    |    |    |     |     |     |     |     |     |           |           |

## Évolution des classements
| Étape              | Vainqueur          | Classement général | Classement de la montagne | Classement des sprints | Classement du meilleur jeune | Classement par équipes        |
| ------------------ | ------------------ | ------------------ | ------------------------- | ---------------------- | ---------------------------- | ----------------------------- |
| 1                  | Giulio Ciccone     | Giulio Ciccone     | Finlay Pickering          | Giulio Ciccone         | Paul Seixas                  | VF Group-Bardiani CSF-Faizané |
| 2                  | Michael Storer     | Michael Storer     | Finlay Pickering          | Giulio Ciccone         | Paul Seixas                  | VF Group-Bardiani CSF-Faizané |
| 3                  | Marco Frigo        | Michael Storer     | Finlay Pickering          | Giulio Ciccone         | Paul Seixas                  | Decathlon AG2R La Mondiale    |
| 4                  | Thymen Arensman    | Thymen Arensman    | Finlay Pickering          | Giulio Ciccone         | Max Poole                    | Israel-Premier Tech           |
| 5                  | Nicolas Prodhomme  | Michael Storer     | Finlay Pickering          | Paul Seixas            | Max Poole                    | Israel-Premier Tech           |
| Classements finals | Classements finals | Michael Storer     | Finlay Pickering          | Paul Seixas            | Max Poole                    | Israel-Premier Tech           |

## Liste des participants
| Lidl-Trek LTK | Lidl-Trek LTK                 | Lidl-Trek LTK |
| ------------- | ----------------------------- | ------------- |
| Num           | Coureur                       | Pos           |
| 1             | Juan Pedro López (ESP)        |               |
| 2             | Giulio Ciccone (ITA)          |               |
| 3             | Tao Geoghegan Hart (GBR)      |               |
| 4             | Amanuel Ghebreigzabhier (ERI) |               |
| 5             | Lennard Kämna (GER)           |               |
| 6             | Sam Oomen (NED)               |               |
| 7             | Nils Aebersold (SUI)          |               |

| Bahrain Victorious TBV | Bahrain Victorious TBV | Bahrain Victorious TBV |
| ---------------------- | ---------------------- | ---------------------- |
| Num                    | Coureur                | Pos                    |
| 11                     | Antonio Tiberi (ITA)   |                        |
| 12                     | Kasper Borremans (FIN) |                        |
| 13                     | Damiano Caruso (ITA)   |                        |
| 14                     | Afonso Eulálio (POR)   |                        |
| 15                     | Fran Miholjević (CRO)  |                        |
| 16                     | Finlay Pickering (GBR) |                        |

| Team Picnic-PostNL TPP | Team Picnic-PostNL TPP  | Team Picnic-PostNL TPP |
| ---------------------- | ----------------------- | ---------------------- |
| Num                    | Coureur                 | Pos                    |
| 21                     | Romain Bardet (FRA)     |                        |
| 22                     | Robbe Dhondt (BEL)      |                        |
| 23                     | Chris Hamilton (AUS)    |                        |
| 24                     | Max Poole (GBR)         |                        |
| 25                     | Matteo Vanhuffel (BEL)  |                        |
| 26                     | Jurgen Zomermaand (NED) |                        |

| Red Bull-Bora-Hansgrohe RBH | Red Bull-Bora-Hansgrohe RBH | Red Bull-Bora-Hansgrohe RBH |
| --------------------------- | --------------------------- | --------------------------- |
| Num                         | Coureur                     | Pos                         |
| 31                          | Jai Hindley (AUS)           |                             |
| 32                          | Emil Herzog (GER)           |                             |
| 33                          | Anton Palzer (GER)          |                             |
| 34                          | Frederik Wandahl (DEN)      |                             |
| 35                          | Ben Zwiehoff (GER)          |                             |
| 36                          | Lennart Jasch (GER)         |                             |
| 37                          | Nate Pringle (NZL)          |                             |

| Team Jayco AlUla JAY | Team Jayco AlUla JAY       | Team Jayco AlUla JAY |
| -------------------- | -------------------------- | -------------------- |
| Num                  | Coureur                    | Pos                  |
| 41                   | Koen Bouwman (NED)         |                      |
| 42                   | Alessandro De Marchi (ITA) |                      |
| 43                   | Paul Double (GBR)          |                      |
| 44                   | Eddie Dunbar (IRL)         |                      |
| 45                   | Felix Engelhardt (GER)     |                      |

| Ineos Grenadiers IGD | Ineos Grenadiers IGD               | Ineos Grenadiers IGD |
| -------------------- | ---------------------------------- | -------------------- |
| Num                  | Coureur                            | Pos                  |
| 51                   | Thymen Arensman (NED)              |                      |
| 52                   | Andrew August (USA)                |                      |
| 53                   | Jonathan Castroviejo (ESP)         |                      |
| 54                   | Lucas Hamilton (AUS)               |                      |
| 55                   | Salvatore Puccio (ITA)             |                      |
| 56                   | Óscar Rodríguez Garaicoechea (ESP) |                      |
| 57                   | Kim Heiduk (GER)                   |                      |

| Decathlon-AG2R La Mondiale DAT | Decathlon-AG2R La Mondiale DAT | Decathlon-AG2R La Mondiale DAT |
| ------------------------------ | ------------------------------ | ------------------------------ |
| Num                            | Coureur                        | Pos                            |
| 61                             | Felix Gall (AUT)               |                                |
| 62                             | Geoffrey Bouchard (FRA)        |                                |
| 63                             | Oscar Chamberlain (AUS)        |                                |
| 64                             | Ilian Alexandre Barhoumi (SUI) |                                |
| 65                             | Nicolas Prodhomme (FRA)        |                                |
| 66                             | Paul Seixas (FRA)              |                                |

| EF Education-EasyPost EFE | EF Education-EasyPost EFE | EF Education-EasyPost EFE |
| ------------------------- | ------------------------- | ------------------------- |
| Num                       | Coureur                   | Pos                       |
| 71                        | Hugh Carthy (GBR)         |                           |
| 72                        | Alexander Cepeda (ECU)    |                           |
| 73                        | Jardi van der Lee (NED)   |                           |
| 74                        | Michael Valgren (DEN)     |                           |
| 75                        | Yuhi Todome (JPN)         |                           |

| Israel-Premier Tech IPT | Israel-Premier Tech IPT  | Israel-Premier Tech IPT |
| ----------------------- | ------------------------ | ----------------------- |
| Num                     | Coureur                  | Pos                     |
| 81                      | Marco Frigo (ITA)        |                         |
| 82                      | Christopher Froome (GBR) |                         |
| 83                      | Jakob Fuglsang (DEN)     |                         |
| 84                      | Derek Gee (CAN)          |                         |
| 85                      | Matthew Riccitello (USA) |                         |
| 86                      | Moritz Kretschy (GER)    |                         |
| 87                      | Luke Valenti (CAN)       |                         |

| Tudor Pro Cycling Team TUD | Tudor Pro Cycling Team TUD | Tudor Pro Cycling Team TUD |
| -------------------------- | -------------------------- | -------------------------- |
| Num                        | Coureur                    | Pos                        |
| 91                         | Michael Storer (AUS)       |                            |
| 92                         | Lucas Eriksson (SWE)       |                            |
| 93                         | Florian Stork (GER)        |                            |
| 94                         | Lawrence Warbasse (USA)    |                            |
| 95                         | Robin Donzé (SUI)          |                            |
| 96                         | Arno Wallenborn (LUX)      |                            |

| VF Group-Bardiani CSF-Faizanè VBF | VF Group-Bardiani CSF-Faizanè VBF | VF Group-Bardiani CSF-Faizanè VBF |
| --------------------------------- | --------------------------------- | --------------------------------- |
| Num                               | Coureur                           | Pos                               |
| 101                               | Luca Covili (ITA)                 |                                   |
| 102                               | Alessio Martinelli (ITA)          |                                   |
| 103                               | Alessandro Pinarello (ITA)        |                                   |
| 104                               | Vicente Rojas (CHI)               |                                   |
| 106                               | Manuele Tarozzi (ITA)             |                                   |
| 107                               | Alex Tolio (ITA)                  |                                   |

| Team Polti VisitMalta PTV | Team Polti VisitMalta PTV   | Team Polti VisitMalta PTV |
| ------------------------- | --------------------------- | ------------------------- |
| Num                       | Coureur                     | Pos                       |
| 111                       | Davide Piganzoli (ITA)      |                           |
| 112                       | Davide Bais (ITA)           |                           |
| 113                       | Mattia Bais (ITA)           |                           |
| 114                       | Álex Martín (ESP)           |                           |
| 115                       | Andrea Pietrobon (ITA)      |                           |
| 116                       | Francisco Muñoz Llana (ESP) |                           |
| 117                       | Samuele Zoccarato (ITA)     |                           |

| Team Solution Tech-Vini Fantini TFT | Team Solution Tech-Vini Fantini TFT | Team Solution Tech-Vini Fantini TFT |
| ----------------------------------- | ----------------------------------- | ----------------------------------- |
| Num                                 | Coureur                             | Pos                                 |
| 121                                 | Yukiya Arashiro (JPN)               |                                     |
| 122                                 | Davide Baldaccini (ITA)             |                                     |
| 123                                 | Tommaso Nencini (ITA)               |                                     |
| 124                                 | Alessandro Iacchi (ITA)             |                                     |
| 125                                 | Andrea Piras (ITA)                  |                                     |
| 126                                 | Joann Rolando (ITA)                 |                                     |
| 127                                 | Luca Verrando (ITA)                 |                                     |

| Team Vorarlberg VBG | Team Vorarlberg VBG      | Team Vorarlberg VBG |
| ------------------- | ------------------------ | ------------------- |
| Num                 | Coureur                  | Pos                 |
| 131                 | Daniel Geismayr (AUT)    |                     |
| 132                 | Alexander Konychev (ITA) |                     |
| 133                 | Lukas Meiler (GER)       |                     |
| 134                 | Jannis Peter (GER)       |                     |
| 135                 | Felix Stehli (SUI)       |                     |
| 136                 | Colin Stüssi (SUI)       |                     |
| 137                 | Emanuel Zangerle (AUT)   |                     |

| JCLTeam Ukyo JCL | JCLTeam Ukyo JCL               | JCLTeam Ukyo JCL |
| ---------------- | ------------------------------ | ---------------- |
| Num              | Coureur                        | Pos              |
| 141              | Alessandro Fancellu (ITA)      |                  |
| 142              | Manabu Ishibashi (JPN)         |                  |
| 143              | Marc Cabedo (ESP)              |                  |
| 144              | Nicolò Garibbo (ITA)           |                  |
| 145              | Simone Raccani (ITA)           |                  |
| 146              | Nahom Zerai (ERI)              |                  |
| 147              | Marino Kobayashi (JPN) (route) |                  |

| Autriche AUT | Autriche AUT        | Autriche AUT |
| ------------ | ------------------- | ------------ |
| Num          | Coureur             | Pos          |
| 151          | Josef Dirnbauer     |              |
| 152          | Matthias Gusner     |              |
| 153          | Philipp Hofbauer    |              |
| 154          | Martin Messner      |              |
| 155          | David Paumann       |              |
| 156          | Valentin Poschacher |              |

| Lidl-Trek LTK | Lidl-Trek LTK                 | Lidl-Trek LTK |
| ------------- | ----------------------------- | ------------- |
| Num           | Coureur                       | Pos           |
| 1             | Juan Pedro López (ESP)        |               |
| 2             | Giulio Ciccone (ITA)          |               |
| 3             | Tao Geoghegan Hart (GBR)      |               |
| 4             | Amanuel Ghebreigzabhier (ERI) |               |
| 5             | Lennard Kämna (GER)           |               |
| 6             | Sam Oomen (NED)               |               |
| 7             | Nils Aebersold (SUI)          |               |

| Bahrain Victorious TBV | Bahrain Victorious TBV | Bahrain Victorious TBV |
| ---------------------- | ---------------------- | ---------------------- |
| Num                    | Coureur                | Pos                    |
| 11                     | Antonio Tiberi (ITA)   |                        |
| 12                     | Kasper Borremans (FIN) |                        |
| 13                     | Damiano Caruso (ITA)   |                        |
| 14                     | Afonso Eulálio (POR)   |                        |
| 15                     | Fran Miholjević (CRO)  |                        |
| 16                     | Finlay Pickering (GBR) |                        |

| Team Picnic-PostNL TPP | Team Picnic-PostNL TPP  | Team Picnic-PostNL TPP |
| ---------------------- | ----------------------- | ---------------------- |
| Num                    | Coureur                 | Pos                    |
| 21                     | Romain Bardet (FRA)     |                        |
| 22                     | Robbe Dhondt (BEL)      |                        |
| 23                     | Chris Hamilton (AUS)    |                        |
| 24                     | Max Poole (GBR)         |                        |
| 25                     | Matteo Vanhuffel (BEL)  |                        |
| 26                     | Jurgen Zomermaand (NED) |                        |

| Red Bull-Bora-Hansgrohe RBH | Red Bull-Bora-Hansgrohe RBH | Red Bull-Bora-Hansgrohe RBH |
| --------------------------- | --------------------------- | --------------------------- |
| Num                         | Coureur                     | Pos                         |
| 31                          | Jai Hindley (AUS)           |                             |
| 32                          | Emil Herzog (GER)           |                             |
| 33                          | Anton Palzer (GER)          |                             |
| 34                          | Frederik Wandahl (DEN)      |                             |
| 35                          | Ben Zwiehoff (GER)          |                             |
| 36                          | Lennart Jasch (GER)         |                             |
| 37                          | Nate Pringle (NZL)          |                             |

| Team Jayco AlUla JAY | Team Jayco AlUla JAY       | Team Jayco AlUla JAY |
| -------------------- | -------------------------- | -------------------- |
| Num                  | Coureur                    | Pos                  |
| 41                   | Koen Bouwman (NED)         |                      |
| 42                   | Alessandro De Marchi (ITA) |                      |
| 43                   | Paul Double (GBR)          |                      |
| 44                   | Eddie Dunbar (IRL)         |                      |
| 45                   | Felix Engelhardt (GER)     |                      |

| Ineos Grenadiers IGD | Ineos Grenadiers IGD               | Ineos Grenadiers IGD |
| -------------------- | ---------------------------------- | -------------------- |
| Num                  | Coureur                            | Pos                  |
| 51                   | Thymen Arensman (NED)              |                      |
| 52                   | Andrew August (USA)                |                      |
| 53                   | Jonathan Castroviejo (ESP)         |                      |
| 54                   | Lucas Hamilton (AUS)               |                      |
| 55                   | Salvatore Puccio (ITA)             |                      |
| 56                   | Óscar Rodríguez Garaicoechea (ESP) |                      |
| 57                   | Kim Heiduk (GER)                   |                      |

| Decathlon-AG2R La Mondiale DAT | Decathlon-AG2R La Mondiale DAT | Decathlon-AG2R La Mondiale DAT |
| ------------------------------ | ------------------------------ | ------------------------------ |
| Num                            | Coureur                        | Pos                            |
| 61                             | Felix Gall (AUT)               |                                |
| 62                             | Geoffrey Bouchard (FRA)        |                                |
| 63                             | Oscar Chamberlain (AUS)        |                                |
| 64                             | Ilian Alexandre Barhoumi (SUI) |                                |
| 65                             | Nicolas Prodhomme (FRA)        |                                |
| 66                             | Paul Seixas (FRA)              |                                |

| EF Education-EasyPost EFE | EF Education-EasyPost EFE | EF Education-EasyPost EFE |
| ------------------------- | ------------------------- | ------------------------- |
| Num                       | Coureur                   | Pos                       |
| 71                        | Hugh Carthy (GBR)         |                           |
| 72                        | Alexander Cepeda (ECU)    |                           |
| 73                        | Jardi van der Lee (NED)   |                           |
| 74                        | Michael Valgren (DEN)     |                           |
| 75                        | Yuhi Todome (JPN)         |                           |

| Israel-Premier Tech IPT | Israel-Premier Tech IPT  | Israel-Premier Tech IPT |
| ----------------------- | ------------------------ | ----------------------- |
| Num                     | Coureur                  | Pos                     |
| 81                      | Marco Frigo (ITA)        |                         |
| 82                      | Christopher Froome (GBR) |                         |
| 83                      | Jakob Fuglsang (DEN)     |                         |
| 84                      | Derek Gee (CAN)          |                         |
| 85                      | Matthew Riccitello (USA) |                         |
| 86                      | Moritz Kretschy (GER)    |                         |
| 87                      | Luke Valenti (CAN)       |                         |

| Tudor Pro Cycling Team TUD | Tudor Pro Cycling Team TUD | Tudor Pro Cycling Team TUD |
| -------------------------- | -------------------------- | -------------------------- |
| Num                        | Coureur                    | Pos                        |
| 91                         | Michael Storer (AUS)       |                            |
| 92                         | Lucas Eriksson (SWE)       |                            |
| 93                         | Florian Stork (GER)        |                            |
| 94                         | Lawrence Warbasse (USA)    |                            |
| 95                         | Robin Donzé (SUI)          |                            |
| 96                         | Arno Wallenborn (LUX)      |                            |

| VF Group-Bardiani CSF-Faizanè VBF | VF Group-Bardiani CSF-Faizanè VBF | VF Group-Bardiani CSF-Faizanè VBF |
| --------------------------------- | --------------------------------- | --------------------------------- |
| Num                               | Coureur                           | Pos                               |
| 101                               | Luca Covili (ITA)                 |                                   |
| 102                               | Alessio Martinelli (ITA)          |                                   |
| 103                               | Alessandro Pinarello (ITA)        |                                   |
| 104                               | Vicente Rojas (CHI)               |                                   |
| 106                               | Manuele Tarozzi (ITA)             |                                   |
| 107                               | Alex Tolio (ITA)                  |                                   |

| Team Polti VisitMalta PTV | Team Polti VisitMalta PTV   | Team Polti VisitMalta PTV |
| ------------------------- | --------------------------- | ------------------------- |
| Num                       | Coureur                     | Pos                       |
| 111                       | Davide Piganzoli (ITA)      |                           |
| 112                       | Davide Bais (ITA)           |                           |
| 113                       | Mattia Bais (ITA)           |                           |
| 114                       | Álex Martín (ESP)           |                           |
| 115                       | Andrea Pietrobon (ITA)      |                           |
| 116                       | Francisco Muñoz Llana (ESP) |                           |
| 117                       | Samuele Zoccarato (ITA)     |                           |

| Team Solution Tech-Vini Fantini TFT | Team Solution Tech-Vini Fantini TFT | Team Solution Tech-Vini Fantini TFT |
| ----------------------------------- | ----------------------------------- | ----------------------------------- |
| Num                                 | Coureur                             | Pos                                 |
| 121                                 | Yukiya Arashiro (JPN)               |                                     |
| 122                                 | Davide Baldaccini (ITA)             |                                     |
| 123                                 | Tommaso Nencini (ITA)               |                                     |
| 124                                 | Alessandro Iacchi (ITA)             |                                     |
| 125                                 | Andrea Piras (ITA)                  |                                     |
| 126                                 | Joann Rolando (ITA)                 |                                     |
| 127                                 | Luca Verrando (ITA)                 |                                     |

| Team Vorarlberg VBG | Team Vorarlberg VBG      | Team Vorarlberg VBG |
| ------------------- | ------------------------ | ------------------- |
| Num                 | Coureur                  | Pos                 |
| 131                 | Daniel Geismayr (AUT)    |                     |
| 132                 | Alexander Konychev (ITA) |                     |
| 133                 | Lukas Meiler (GER)       |                     |
| 134                 | Jannis Peter (GER)       |                     |
| 135                 | Felix Stehli (SUI)       |                     |
| 136                 | Colin Stüssi (SUI)       |                     |
| 137                 | Emanuel Zangerle (AUT)   |                     |

| JCLTeam Ukyo JCL | JCLTeam Ukyo JCL               | JCLTeam Ukyo JCL |
| ---------------- | ------------------------------ | ---------------- |
| Num              | Coureur                        | Pos              |
| 141              | Alessandro Fancellu (ITA)      |                  |
| 142              | Manabu Ishibashi (JPN)         |                  |
| 143              | Marc Cabedo (ESP)              |                  |
| 144              | Nicolò Garibbo (ITA)           |                  |
| 145              | Simone Raccani (ITA)           |                  |
| 146              | Nahom Zerai (ERI)              |                  |
| 147              | Marino Kobayashi (JPN) (route) |                  |

| Autriche AUT | Autriche AUT        | Autriche AUT |
| ------------ | ------------------- | ------------ |
| Num          | Coureur             | Pos          |
| 151          | Josef Dirnbauer     |              |
| 152          | Matthias Gusner     |              |
| 153          | Philipp Hofbauer    |              |
| 154          | Martin Messner      |              |
| 155          | David Paumann       |              |
| 156          | Valentin Poschacher |              |